# 八幡神社 (杉戸町大字下野)
八幡神社（はちまんじんじゃ）は、埼玉県北葛飾郡杉戸町大字下野（高野地区）に所在する神社である。

## 概要
この八幡神社の祭礼は9月15日とされている。また、1923年（大正12年）の関東大震災では本殿が全壊するという被害に見舞われるが、1925年（大正14年）には再建されている。しかし、この再建された本殿も2001年（平成13年）4月に火災に見舞われ、焼失（全焼）してしまった。2001年（平成13年）12月に再び再建され、現在に至っている。
境内施設として本殿、鳥居（「八幡宮」の神額）、小さな祠、案内板、杉戸町下野集会所、倉庫、自主防災会 防災倉庫、街灯、防災行政無線、公衆電話、力石（2基）、「震災復興 八幡神社」と彫られた石碑、「奉納」と彫られた石碑、「庚申塔」と彫られた石碑、青面金剛像（道標）、「馬頭観世音供養」と彫られた石碑、地蔵像、水道、切り株、イチョウの木、モミジの木、桜の木、棕櫚の木、竹林、ツゲの木、社叢、「下野（しもの）の森」などである。神社の所在地は古利根川の自然堤防（河畔砂丘）である高野砂丘の上に位置しているため、土壌は比較的砂目となっている。
このうち「下野の森」は本殿の西側（裏側）に所在しており、園路、ベンチ、案内板の他、イヌシデ・シラカシ・エノキ・センダン・ムクノキ・クヌギ・コナラ・アカマツ・アカメガシワ・クリ・タラヨウ・スギ・アオキ・ヤツデなどが植生している。